# Estación de Flüelen
La estación de Flüelen es la principal estación ferroviaria de la comuna suiza de Flüelen, en el Cantón de Uri.

## Historia y situación
La estación de Flüelen  fue inaugurada en el año 1882 con la puesta en servicio al completo de la línea Immensee - Chiasso, más conocida como la línea del Gotardo.
Se encuentra ubicada en el centro del núcleo urbano de Flüelen. Cuenta con dos andenes, uno central y otro lateral, a los que acceden tres vías pasantes. A ellas hay que sumar una vía pasante más y varias vías muertas.
En términos ferroviarios, la estación se sitúa en la línea Immensee - Chiasso. Sus dependencias ferroviarias colaterales son la estación de Sisikon hacia Immensee y la estación de Altdorf en dirección Chiasso.

## Servicios Ferroviarios
Los servicios ferroviarios de esta estación están prestados por SBB-CFF-FFS:

### Larga distancia
- IR Basilea-SBB - Olten - Lucerna - Arth-Goldau - Schwyz - Brunnen - Flüelen - Erstfeld - Göschenen - Airolo - Faido - Biasca - Bellinzona - Giubiasco - Mendrisio - Chiasso
- IR Basilea-SBB - Olten - Lucerna - Arth-Goldau - Schwyz - Brunnen - Flüelen - Erstfeld - Göschenen - Airolo - Faido - Biasca - Bellinzona - Cadenazzo - Locarno.
- IR Zúrich - Zug - Arth-Goldau - Schwyz - Brunnen - Flüelen - Erstfeld - Göschenen - Airolo - Faido - Biasca - Bellinzona - Giubiasco - Mendrisio - Chiasso
- IR Zúrich - Zug - Arth-Goldau - Schwyz - Brunnen - Flüelen - Erstfeld - Göschenen - Airolo - Faido - Biasca - Bellinzona - Cadenazzo - Locarno.

### S-Bahn Lucerna/Zug
Forma parte de la red de trenes de cercanías del centro de Suiza formada por S-Bahn Lucerna y Stadtbahn Zug, llegando a la estación una línea:
- S 2 Zug - Arth-Goldau - Brunnen - Erstfeld